# Bo Wedrup
Bo Axel Einar Wedrup (tidigare Carlsson), född 21 augusti 1897 i Ås socken, Hallands län, död 12 september, 1969 i Uppsala, Uppsala län, var en svensk ingenjör och orgelbyggare i Uppsala.

## Biografi
Wedrup föddes 21 augusti 1897 på Ås nummer 7 komministerboställe i Ås socken, Hallands län. Han är son till komministern Carl Edvard Carlsson och Anna Emilia Lysander. Wedrup blev 1916 student vid Lunds privata elementarskola. Den 7 maj 1920 flyttade familjen till prästgården i Veddige socken, Hallands län, där hans far blev kyrkoherde i Veddige församling. 25 oktober 1920 flyttade Wedrup till Göteborg och under tiden där studerade han teknik. Wedrup bosatte sig 1931 på Ekoxen 2 i Linköping och började att arbeta som ingenjör. Han antog efternamnet Wedrup 30 oktober 1931. Wedrup bosattes sig 1932 i Uppsala och gifte sig 17 juli 1937 med Märta Carolina Lundmark. Bo Wedrup avled 12 september 1969 i Uppsala.
Wedrup grundade hösten 1935 en flygklubb i Uppsala tillsammans med filosofie studeranden Jerry Hellgren och löjtnanten Welam Nisbeth.

## Orgelverk
| År        | Ursprunglig kyrka                      | Stift      | Bild | Manualer | Pedal        | Stämmor | Bevarad orgel/fasad | Övrigt |
| --------- | -------------------------------------- | ---------- | ---- | -------- | ------------ | ------- | ------------------- | --- |
| 1936      | Sankta Maria kyrka                     | Lunds      |      |          |              | 20      |                     | |
| 1937      | Husby-Sjutolfts kyrka                  | Uppsala    |      |          |              |         | Ja/Ja               | |
| 1937      | Dagsås kyrka                           | Göteborgs  |      | 2        | Självständig | 10      | Ja/Ja               | Orgeln är pneumatisk. |
| 1937      | Älvestads kyrka                        | Linköpings |      | 2        | Självständig | 18      | Ja/Ja               | Fasaden som användes till orgeln var från 1776 års orgel byggd av Jonas Wistenius, Linköping.                                                   |
| 1938      | Gällareds kyrka                        | Göteborgs  |      |          |              | 13      | Nej/Ja              | Fasadens pipor är från 1854 års orgel av Johan Nicolaus Söderling, Göteborg. En ny orgel byggdes 1983 av Tostareds Kyrkorgelfabrik, Tostared.   |
| 1938      | Kiaby kyrka                            | Lunds      |      |          |              | 18      |                     | |
| 1953      | Välluvs kyrka                          | Lunds      |      |          |              | 12      |                     | |
| 1939      | Länna kyrka                            | Uppsala    |      |          |              |         |                     | |
| 1940      | Ivö kyrka                              | Lunds      |      |          |              | 5       |                     | |
| 1940      | Österåkers kyrka                       | Strängnäs  |      | 2        | Självständig | 17      | Ja/Ja               | |
| 1940      | Nissaströms kyrka                      | Göteborgs  |      | 2        | Självständig | 17      | Ja/Ja               | Orgeln är pneumatisk. |
| 1941      | Sankta Katarina kapell                 | Göteborgs  |      |          |              | 9       | Nej/Nej             | En ny orgel byggdes 1985 av Robert Gustavsson Orgelbyggeri AB, Härnösand.                                                                       |
| 1941      | Hanhals kyrka                          | Göteborgs  |      |          |              | 12      | Nej/Nej             | En ny orgel byggdes 1975 av Tostareds Kyrkorgelfabrik, Tostared.                                                                                |
| 1941      | Holsljunga kyrka                       | Göteborgs  |      |          |              | 15      | Nej/Nej             | En ny orgel byggdes 1977 av Tostareds Kyrkorgelfabrik, Tostared.                                                                                |
| 1942      | Emmaboda kyrka                         | Växjö      |      |          |              | 16      | Nej/Nej             | En ny orgel byggdes 1970 av Frederiksborgs Orgelbyggeri, Hilleröd, Danmark.                                                                     |
| 1942      | Odd Fellow i Norrköping                |            |      | 2        | Självständig | 10      | Ja/Ja               | Orgeln är pneumatisk. Orgeln flyttades 1983 till Fridhemskyrkan, Mora och ombyggdes av Gunnar Carlsson, Borlänge. Orgeln fick även en ny fasad. |
| 1943      | Sibbhults kyrka                        | Lunds      |      | 1        | Bihangspedal | 6       | Ja/Ja               | |
| 1943      | Sankt Sigfrids kyrka, Stockholms stift | Stockholms |      | 2        | Självständig | 18      | Ja/Ja               | |
| 1943–1944 | Näs kyrka                              | Härnösands |      | 2        | Självständig | 17      | Nej/Ja              | |
| 1944      | Ljusne kyrka                           | Uppsala    |      |          |              |         |                     | |
| 1944      | Grönahögs kyrka                        | Göteborgs  |      |          |              | 14      | Nej/Nej             | Orgeln byggdes bakom en fasad från 1922 av Levin Johansson, Liared. En ny orgel byggdes 1975 av Västbo Orgelbyggeri, Långaryd.                  |
| 1945      | Tostareds kyrka                        | Göteborgs  |      |          |              | 10      | Nej/Nej             | En ny orgel byggdes 1971 av Tostareds Kyrkorgelfabrik, Tostared.                                                                                |
| 1947      | Möja kyrka                             | Stockholms |      | 2        | Självständig | 8       | Nej/Ja              | |
| 1947      | Norra Vrams kyrka                      | Lunds      |      |          |              | 9       |                     | |
| 1954      | Hällestads kyrka                       | Skara      |      | 1        | Självständig | 7       | Ja/Ja               | Orgeln är mekanisk. |
| 1956      | Ullstorps kyrka                        | Lunds      |      | 1        | Självständig | 5       | Ja/Ja               | Orgeln flyttades 1968 till Spjutstorps kyrka.                                                                                                   |
| 1961      | Riala kyrka                            | Uppsala    |      | 1        | -            | 3       | Ja/Ja               | Kororgel. |

### Reparationer och ombyggnationer
| År        | Ursprunglig kyrka         | Stift      | Bild | Manualer | Pedal        | Stämmor | Bevarad orgel/fasad | Övrigt |
| --------- | ------------------------- | ---------- | ---- | -------- | ------------ | ------- | ------------------- | --- |
| 1930      | Sköns kyrka               | Härnösands |      |          |              |         |                     | |
| 1930      | Ljungs kyrka              | Linköpings |      | 2        | Självständig | 15      |                     | Wedrup byggd om orgeln 1930 till 15 stämmor, två manualer och pedal. Orgeln var byggd 1897 av Anders Victor Lundahl, Stockholm med 9 stämmor. Orgeln byggdes om 1907 av Eskil Lundén, Göteborg. En ny orgel byggdes 1988 av Smedmans Orgelbyggeri AB, Lidköping.                                                              |
| 1934      | Uppsala-Näs kyrka         | Uppsala    |      |          |              |         |                     | |
| 1934      | Helga Trefaldighets kyrka | Uppsala    |      |          |              |         |                     | Korpositiv. |
| 1934–1935 | Helga Trefaldighets kyrka | Uppsala    |      |          |              |         |                     | Läktarorgel. |
| 1935      | Skeppsås kyrka            | Linköpings |      | 1        | Självständig | 10      | Ja/Ja               | Wedrup omändrade en orgel 1935. Orgeln var byggd 1912 av Åkerman & Lund, Sundbyberg. |
| 1935      | Danmarks kyrka            | Uppsala    |      | 2        | Självständig | 20      | Ja/Ja               | Wedrup omdisponerade orgeln 1935. Orgeln var byggd 1921 av Furtwängler & Hammer, Hannover, Tyskland. Den flyttades 1958 till Bengtsfors missionskyrka och sattes upp där med ny fasad av Lindegrens Orgelbyggeri AB, Göteborg. Orgeln renoverades 1987 av Jan-Erik Straubel, Karlstad.                                        |
| 1936      | Drängsereds kyrka         | Göteborgs  |      |          |              | 13      | Nej/Ja              | Wedrup byggde om orgeln 1936 till 13 stämmor. Orgeln var byggd 1867 av Johan Magnus Blomqvist och Carl Johannes Carlsson och hade 9 stämmor. En ny orgel byggdes 1970 av Tostareds Kyrkorgelfabrik, Tostared. |
| 1936      | Årstads kyrka             | Göteborgs  |      | 2        | Självständig | 20      | Ja/Ja               | Wedrup omdisponerade orgeln 1936. Orgeln var byggd 1890 av Salomon Molander & Co, Göteborg. |
| 1936      | Vaksala kyrka             | Uppsala    |      |          |              |         |                     | |
| 1937      | Sjögestads kyrka          | Linköpings |      |          |              |         | Nej/Ja              | Wedrup utökade orgeln och gjorde den pneumatisk 1937. Orgeln var byggd 1870 av Sven Nordström och Erik Nordström, Flisby och hade 10 stämmor, en manual och pedal. En ny orgel byggdes 1971 av Richard Jacoby Orgelverkstad AB, Stockholm.                                                                                    |
| 1937      | Västra Ny kyrka           | Linköpings |      | 2        | Självständig | 17      | Nej/Ja              | Wedrup omändrade orgeln 1937. Orgeln var byggd 1921 av Olof Hammarberg, Göteborg och hade 17 stämmor, två manualer och pedal. Fasaden som användes till orgeln var från 1794 års orgel av Pehr Schiörlin, Linköping. En ny orgel byggdes 1971 av Gustaf Hagström Orgelverkstad, Härnösand.                                    |
| 1937      | Askersunds landskyrka     | Strängnäs  |      |          |              |         |                     | Omändrad. |
| 1937      | Sankt Olovs kyrka         | Luleå      |      |          |              |         |                     | |
| 1938      | Strövelstorps kyrka       | Lunds      |      |          |              |         |                     | |
| 1938      | Tierps kyrka              | Uppsala    |      |          |              |         |                     | |
| 1938      | Nysätra kyrka             | Uppsala    |      |          |              |         |                     | |
| 1938      | Sunds kyrka               | Linköpings |      | 2        | Självständig | 16      | Nej/Ja              | Wedrup byggde om en orgel 1938 till 16 stämmor, två manualer och pedal. Orgeln var byggd 1898 av Åkerman & Lund, Stockholm. Fasaden som användes var från 1794 års orgel byggd av Pehr Schiörlin, Linköping. En ny orgel byggdes 1973 av Olof Hammarberg, Göteborg.                                                           |
| 1938      | Uppsala missionskyrka     |            |      |          |              |         | Nej/Nej             | Wedrup utökade orgeln 1938. Orgeln var byggd 1922 av Furtwängler & Hammer, Hannover, Tyskland. Den utökades 1951 av Åkerman & Lunds Nya Orgelfabriks AB, Sundbyberg och hade då 27 stämmor. En ny orgel byggdes 1985 av Nils-Olof Berg, Nye.                                                                                  |
| 1939      | Västra Tollstads kyrka    |            |      |          |              |         |                     | Ombyggd och utökad. |
| 1939      | Mariakyrkan               | Uppsala    |      |          |              |         |                     | |
| 1939      | Gustav Adolfs kyrka       | Karlstads  |      | 2        | Självständig | 13      | Ja/Ja               | Wedrup utökade en orgel 1939. Orgeln var byggd 1862 av E A Setterquist, Hallsberg. 1980 renoverades orgeln av Magnus Fries, Sparreholm. |
| 1941      | Blidö kyrka               | Uppsala    |      |          |              |         |                     | |
| 1941      | Riala kyrka               | Uppsala    |      |          |              |         |                     | |
| 1942      | Danderyds kyrka           | Stockholms |      |          |              |         |                     | Ombyggnation. |
| 1942      | Njurunda kyrka            | Härnösands |      |          |              |         |                     | |
| 1942      | Vindelns kyrka            | Luleå      |      |          |              |         |                     | |
| 1943      | Piteå stadskyrka          | Luleå      |      |          |              |         |                     | |
| 1943      | Ås kyrka                  | Göteborgs  |      | 2        | Självständig |         |                     | Wedrup omdisponerade orgeln 1943. Orgeln var byggd 1886 av Salomon Molander & Co, Göteborg. 1977 renoverades och återdisponerades orgeln av A Magnussons Orgelbyggeri AB, Mölnlycke. |
| 1944      | Ekeby kyrka               | Uppsala    |      |          |              |         |                     | |
| 1945      | Björklinge kyrka          | Uppsala    |      |          |              |         |                     | |
| 1945      | Hargs kyrka               | Uppsala    |      |          |              |         |                     | |
| 1946      | Tranemo kyrka             | Göteborgs  |      |          |              | 23      | Nej/Nej             | Wedrup byggde till ett ryggpositiv med 5 stämmor till orgeln 1946. Orgeln var byggd 1938 av Levin Johansson Liared och hade 18 stämmor. En ny orgel byggdes 1968 av Olof Hammarberg, Göteborg. |
| 1947      | Roslags-Kulla kyrka       | Stockholms |      |          |              |         |                     | Utökad och omdisponerad. |
| 1947      | Högsjö nya kyrka          | Härnösands |      |          |              |         |                     | |
| 1947      | Frösthults kyrka          | Uppsala    |      |          |              |         |                     | |
| 1947      | Lagga kyrka               | Uppsala    |      |          |              |         |                     | |
| 1948      | Riala kyrka               | Uppsala    |      |          |              |         |                     | |
| 1950      | S:t Olofs kapell          | Göteborgs  |      | 1        | Bihangspedal | 8       | Ja/Ja               | Wedrup satte 1950 upp en orgel i kyrkan med ny fasad. Orgeln var byggd 1776 av Jonas Solberg, Värnamo för Mossebo kyrka. Orgeln omändrades 1874 av Hans Josefsson, Hajom. År 1928 gavs orgeln till Göteborgs museum. Orgeln har renoverats 1965 av Anders Perssons Orgelbyggeri, Viken och 1984 av Olof Hammarberg, Göteborg. |
| 1950      | Aspeboda kyrka            | Västerås   |      | 2        | Självständig | 14      | Nej/Nej             | Wedrup omdisponerade orgeln 1950. Orgeln var byggd 1931 av Åkerman & Lund, Sundbyberg och bestod av 14 stämmor, två manualer och pedal. En ny orgel byggdes 1963 av Åkerman & Lund, Knivsta. |
| 1952      | Husby-Sjuhundra kyrka     | Uppsala    |      |          |              |         |                     | |
| 1953      | Hargs kyrka               | Uppsala    |      |          |              |         |                     | |
| 1953      | Börringe kyrka            | Lunds      |      |          |              |         |                     | |
| 1953      | Frillestads kyrka         | Lunds      |      |          |              |         |                     | |
| 1955      | Knutby kyrka              | Uppsala    |      |          |              |         |                     | |
| 1955      | Vilske-Kleva kyrka        | Skara      |      | 2        | Självständig | 11      | Ja/Ja               | Wedrup omdisponerade orgeln 1955. Orgeln var byggd 1926 av A Magnussons Orgelbyggeri AB, Göteborg. |
| 1955      | Munkfors kyrka            | Karlstads  |      | 2        | Självständig | 19      | Nej/Nej             | Wedrup omdisponerad en orgel 1955. Orgeln var byggd 1920 av E A Setterquist & Son, Örebro och hade 19 stämmor, två manualer och pedal. Orgeln förstördes i en brand 1920. |
| 1960      | Hjälsta kyrka             | Uppsala    |      |          |              |         |                     | |
| 1960      | Roslags-Kulla kyrka       | Stockholms |      |          |              |         |                     | Utökad och omdisponerad. |
| 1961      | Breds kyrka               | Uppsala    |      |          |              |         |                     | |
| 1962      | Bergsjö kyrka             | Uppsala    |      |          |              |         |                     | |
| 1962      | Ramsta kyrka              | Uppsala    |      |          |              |         |                     | |
| 1963      | Villberga kyrka           | Uppsala    |      |          |              |         |                     | |